# Méthylmalonyl-CoA mutase
 (février 2024).
Si vous disposez d'ouvrages ou d'articles de référence ou si vous connaissez des sites web de qualité traitant du thème abordé ici, merci de compléter l'article en donnant les références utiles à sa vérifiabilité et en les liant à la section « Notes et références ».
La méthylmalonyl-CoA mutase, souvent abrégée en MCM, est une isomérase qui catalyse l'isomérisation de la L-méthylmalonyl-CoA en succinyl-CoA par transfert intramoléculaire d'un groupe fonctionnel carboxyle en faisant intervenir de la cobamamide (ou adénosyl-cobalamine, un dérivé de la vitamine B12) comme groupement prosthétique :
|                     | {\displaystyle \rightleftharpoons } |              |
| L-méthylmalonyl-CoA |                                     | succinyl-CoA |
La méthylmalonyl-CoA dérive de la propionyl-CoA, elle-même issue du catabolisme de l'isoleucine, de la valine, de la thréonine, de la méthionine, de la thymine, du cholestérol, voire d'acides gras ayant un nombre impair d'atomes de carbone.
La succinyl-CoA est quant à elle un métabolite essentiel du cycle de Krebs.
La méthylmalonyl-CoA mutase est une enzyme mitochondriale.